# National Science Foundation
La National Science Foundation (NSF) è un'agenzia governativa degli Stati Uniti che sostiene la ricerca e la formazione di base in tutti i campi non-medici della scienza e dell'ingegneria. La controparte medica sono invece i National Institutes of Health.
Con un budget annuale di circa 6,87 miliardi di dollari (esercizio fiscale 2010), l'NSF costituisce circa il 20% dei fondi federali che sostengono la ricerca di base condotta dai college e dalle università statunitensi. In alcuni campi, quali la matematica, l'informatica, l'economia e le scienze sociali, l'NSF è la maggior fonte di fondi federali.
Il direttore dell'NSF, il vicedirettore ed i 24 membri del National Science Board (NSB) sono nominati dal presidente degli Stati Uniti e confermati dal Senato degli Stati Uniti. Il direttore ed il vicedirettore sono responsabili della gestione, della programmazione, del budget e dell'attività operativa della fondazione, mentre l'NSB si riunisce sei volte l'anno e stabilisce le relative politiche generali.
L'attuale direttore del NSF è France A. Córdova, in carica dal Marzo 2014.

## Campo d'azione e organizzazione
La forza lavoro della NSF ammonta a circa 1700 persone, quasi tutte impiegate presso le sedi di Arlington, nello stato della Virginia. Tra queste, circa 1200 sono impiegati in carriera, 150 sono ricercatori a tempo determinato provenienti da istituti di ricerca, 200 impiegati a contratto, e il personale dell'ufficio del National Science Board e dell'Office of the Inspector General, che esamina l'operato della fondazione, mettendone al corrente l'NSB e il Congresso degli Stati Uniti d'America.

### Direttorati di ricerca
La NSF organizza il proprio supporto alla ricerca e alla formazione attraverso sette direttorati (directorates), ciascuno dei quali comprende diverse discipline: 
- Scienze Biologiche (biologia molecolare, cellulare e organismica, scienze ambientali)
- Ingegneria, Scienze Informatiche e del Computer (fondamenti di informatica, sistemi di networking e computer, e intelligenza artificiale)
- Ingegneria (bioingegneria, sistemi ambientali, sistemi civili e meccanici, sistemi di trasporto e chimici, sistemi elettrici e di comunicazione, e design e manufacturing, cioè progettazione e fabbricazione)
- Geoscienza (scienze geologiche, atmosferiche e oceanografia)
- Scienze Matematiche e Fisiche (matematica, astronomia, fisica, chimica e scienza dei materiali)
- Scienze Sociali, Comportamentali ed Economiche (neuroscienza, psicologia, sociologia, antropologia, linguistica ed economia)
- Risorse Umane e Formazione (formazione relativa a scienza, tecnologia, ingegneria e matematica, a tutti i livelli, dalla scuola materna fino all'educazione per la terza età)

### Altri uffici di ricerca
La NSF supporta la ricerca anche tramite diversi uffici all'interno dell'Office of the Director (l'Ufficio del Direttore):
- Office of Cyberinfrastructure (l'Ufficio delle Ciberinfrastrutture)
- Office of Polar Programs (l'Ufficio per i Programmi Polari)
- Office of Integrative Activities (l'Ufficio Attività Integrative) Archiviato il 19 luglio 2018 in Internet Archive.
- Office of International Science and Engineering (l'Ufficio di Ingegneria e Scienze Internazionali)

### Programmi trasversali
Oltre alla ricerca che la NSF sovvenziona in discipline specifiche, l'agenzia governativa ha lanciato una serie di progetti trasversali che coordinano gli sforzi di esperti in molte discipline. Tra gli esempi, sono da annoverare le seguenti iniziative in:
- Nanotecnologia, su nsf.gov.
- Scienza dell'apprendimento, su nsf.gov.
- Digital libraries o librerie/biblioteche digitali, su nsf.gov. URL consultato il 3 maggio 2019 (archiviato dall'url originale il 7 febbraio 2019).
- Ecologia delle malattie infettive, su nsf.gov.
- NSF’s National Optical-Infrared Astronomy Research Laboratory. Organizzazione fondata ad ottobre 2019,[3] in collaborazione con AURA gestisce cinque strutture astronomiche:
  - Cerro Tololo Inter-American Observatory
  - Community Science and Data Center
  - Osservatorio Gemini
  - Kitt Peak National Observatory
  - Large Synoptic Survey Telescope

In molti casi, questi progetti prevedono collaborazioni con altre agenzie federali statunitensi.